# ユーセフ・マレー
ユーセフ・マレー（Youssef Maleh, 1998年8月22日 - ）は、イタリア・カステル・サン・ピエトロ・テルメ出身のサッカー選手。モロッコ代表。エンポリFC所属。ポジションはミッドフィールダー。

## 経歴

### クラブ
モロッコ人の両親のもと、イタリア・エミリア＝ロマーニャ州カステル・サン・ピエトロ・テルメに生まれ、ACチェゼーナの下部組織で育った。
2018年1月16日、セリエCのラヴェンナFCにシーズン終了までのレンタル移籍で加入した。シーズン終了後はセリエBのヴェネツィアFCへの移籍が決まったが、2018-19シーズンは引き続きラヴェンナにレンタル移籍で加わった。
2019-20シーズンはヴェネツィアに戻り、2019年8月31日に行われた第2節のトラーパニ・カルチョ戦で先発しセリエBにデビュー、2020年7月24日に行われた第36節のSSユーヴェ・スタビア戦でセリエBでの初得点を決めた。ヴェネツィアでの2シーズン目の冬の2021年1月21日、セリエAのACFフィオレンティーナに完全移籍で加入することが決まった。2020-21シーズンの残りの後半戦はレンタル移籍の形でそのままヴェネツィアに残ると、クラブは昇格プレーオフを勝ち抜き20シーズンぶりのセリエA参入を決めた。
2021-22シーズンはフィオレンティーナの一員としてスタートすると、2021年8月22日にアウェイで行われた開幕節のASローマ戦で先発しセリエAにデビュー。12月5日のアウェイでの第16節ボローニャFC戦で、前半33分に右サイドからのニコラス・ゴンサレスのクロスに頭で合わせてセリエAでの初得点を決めた。
2023年1月3日、USレッチェがセリエAに残留した場合には買取り義務が発生するという条件付きの契約で、同クラブにシーズン終了までの半年間のレンタル移籍で加入した。
2023年8月31日、レッチェから同じくセリエAのエンポリFCに買い取りオプション付きのレンタル移籍で加入した。

### 代表
2020年9月3日、スタディオ・グイード・テギルで行われた親善試合のU-21スロベニア代表戦で先発し、U-21イタリア代表にデビューした。
2021年8月26日、モロッコ代表に初招集された。